# Smrečany
Smrečany é um município da Eslováquia, situado no distrito de Liptovský Mikuláš, na região de Žilina. Tem 8,05 km² de área e sua população em 2018 foi estimada em 680 habitantes.

## Demografia
| Ano:        | 1994 | 2004   | 2014   | 2024    |
| ----------- | ---- | ------ | ------ | ------- |
| Broj ljudi: | 612  | 621    | 623    | 704     |
| Razlika:    |      | +1,47% | +0,32% | +13,00% |

| Ano:               | 2023 | 2024   |
| ------------------ | ---- | ------ |
| Número de pessoas: | 701  | 704    |
| Diferença:         |      | +0,42% |